# Chusquea

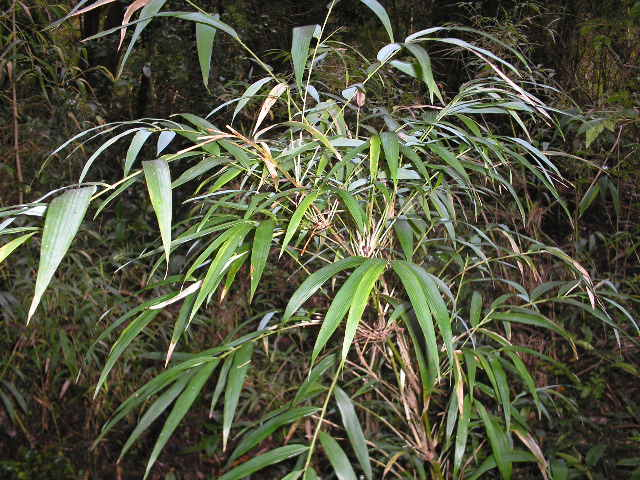
Chusquea quila

Chusquea és un gènere de bambús de la família de les poàcies i de la subfamília bambusòidies, l'únic de la tribu Chusqueinae.
El gènere Chusquea és el gènere amb més espècies de bambús del món amb 180 espècies, situades en una àmplia zona, entra 24°N a 47°S. Es considera que les seves més de 180 espècies es reparteixen entre Mèxic a l'Argentina i Xile, amb un grup important al Brasil, i amb una espècie a àrea desconnexa en l'illa de Juan Fernandez i altre en les Antilles. Principalment és un gènere andí amb 42% de les espècies que es troben en la serralada entre 2500 a 3500 m, amb un índex d'endemisme del 96%; l'àrea següent i més rica en espècie es troba en el sud-est de Brasil i algunes parts d'Uruguai, de l'Argentina i de Paraguai amb 31% de les espècies. Chusquea es distingeix d'altres bambús pels seus botons múltiples, independents i dimorfs sobre cadascun dels nusos.
Aquest gènere és generalment associat amb els boscos muntanyencs subparamo, paramo i els prats d'alta altitud, i es troba més rarament en els boscos pluvials de baixa altitud. És important en els boscos andins on forma a poblacions extensives destinades canyissos, un important ecosistema per a lepidòpters, coleòpters, rosegadors i aus. Les canyes de les gramínies són utilitzades pels autòctons en la construcció de les cases, la confecció de cistelles, i en cerimònies rituals.

## Taxonomia
Algunes de les principals espècies 
- Chusquea aperta L. Clark
- Chusquea andina
- Chusquea bilimekii Fournier
- Chusquea breviglumis
- Chusquea circinata
- Chusquea coronalis
- Chusquea culeou
- Chusquea cumingii
- Chusquea delicatula
- Chusquea fernandeziana
- Chusquea foliosa
- Chusquea galeottiana Ruprecht ex Munro
- Chusquea gigantea
- Chusquea glauca L. Clark
- Chusquea liebmannii
- Chusquea latifolia
- Chusquea macrostachya
- Chusquea mimosa
- Chusquea montana
- Chusquea muelleri Munro
- Chusquea nigricans
- Chusquea perotensis L.Clark, Cortés & Cházaro.
- Chusquea pittieri
- Chusquea pohlii
- Chusquea quila
- Chusquea ramosissima
- Chusquea repens L.Clark & Londoño
- Chusquea simpliciflora
- Chusquea subtilis
- Chusquea sulcata
- Chusquea tomentosa
- Chusquea uliginosa
- Chusquea valdiviensis
- Chusquea virgata